# Straight No Chaser
Straight No Chaser (zunächst auch Straight, No Chaser) ist ein Jazzstandard, den Thelonious Monk komponierte und 1951 veröffentlichte. Es handelt sich um eine der am häufigsten interpretierte Kompositionen von Monk. Straight No Chaser ist auch der Titel eines Columbia-Albums, das Orrin Keepnews 1989 als Soundtrack für den gleichnamigen Monk-Film in der Regie von Charlotte Zwerin produzierte. Der Titel ist eigentlich für Getränkebestellungen gebräuchlich und bedeutet so viel wie „Pur, ohne Soda.“

## Aufbau und Struktur der Komposition
Straight No Chaser ist ein zwölftaktiger Jazzblues, der mit drei Harmonien auskommt (Bb7, Eb7, F7) und auf Durchgangsakkorde verzichtet. Die Melodie besteht im Wesentlichen aus einem nur drei Taktschläge langen, aufsteigenden Blues-Motiv (f-b-c-cis-d), das immer wieder neu ansetzt. „Der Grundton b dieser Figur fällt zunächst auf den ersten und vierten Taktschlag, die Phrase kommt nach der Abrundung es-des zum Halt. Im nächsten, viertaktigen Anlauf (Takt 3 bis 6) fällt der Ton b wiederum in scheinbarem Dreivierteltakt auf die Taktschläge 1 und 4 (in Takt 3), dann auf die 3 (in Takt 3) und die 2 (in Takt 5).“ Wiederum wird die Phrase nur bis zum des geführt. Das Motiv wird noch ein drittes Mal aufgenommen, von Takt 7 bis Takt 12. Nun setzt die Figur einen Taktschlag später ein, das b fällt auf die 2 in Takt 7 und auf die 1 und die 4 in Takt 8. Erst in Takt 11 liegt es „nach einem langen chromatischen Achtelnoten-Aufstieg (von f bis es)“ wieder auf dem ersten Taktschlag. Erst in dieser Durchführung findet das Motiv auch sein harmonisches Ziel mit dem Schlusston d.
Diese Komposition gilt in der Jazzforschung als ein Musterbeispiel für den Kompositionsstil von Monk. „Mit seltener Vehemenz hat Monk hier die Logik seines (dreischlägigen) Motivs ›gegen‹ das (vierschlägige) Akkordgerüst entwickelt.“ Die so erzeugte Spannung „zwischen dem völlig planen Blues-Schema und einer Melodie, die nicht unregelmäßiger phrasiert sein könnte“, manchmal aus vier und manchmal aus sieben Tönen besteht, bildet den „Reiz des Stücks.“

## Erste Einspielungen
Das Stück wurde zunächst am 23. Juli 1951 für Monks Album Genius of Modern Music aufgenommen; es erschien auch auf Single (A-Seite war Four in One, Blue Note 1589). „Schon der Solo-Einstieg (f-b-c-cis-f-c) zitiert das Thema, aber vor allem zu Beginn des zweiten Solo-Chorus klingt es taktelang an.“ Anschließend spielen Sahib Shihab und Milt Jackson weitere Soli. 1956 entstand eine erste Soloaufnahme des Stücks für Columbia. Eine nächste Aufnahme entstand am 12. August 1957 in der Kooperation von Monk mit Gerry Mulligan (für das Album Mulligan Meets Monk). „In einem entspannten, kühlen Midtempo improvisiert Muligan“ bereits während der Vorstellung des Themas; „Monk begleitet das durchdachte Baritonsolo“ mit einer Riff-Figur, die er aus dem Thema gewinnt ... Mulligan ergänzt mit einer tiefen Kontrapunkt-Linie ein Klaviersolo, das sich durch temperamentvolle, kapriziöse Dissonanzen auszeichnet. Es gibt zahlreiche spätere Einspielungen von Monk.

## Rezeptionsgeschichte
Cannonball Adderley war der erste Musiker, der Monks Komposition aufgriff und 1958 in einer sehr „relaxten Weise“ einspielte. Nur einen Monat später folgte Miles Davis, der für sein Album Milestones eine Up-tempo-Version von Straight No Chaser mit John Coltrane und Adderley aufnahm; nach Hans-Jürgen Schaal war das der „entscheidende Schritt ins Standard Repertoire“: In relativ rascher Zeit entstanden nun weitere Einspielungen des Stücks durch Musiker wie Johnny Griffin, Eddie „Lockjaw“ Davis, Eddie „Cleanhead“ Vinson, Wes Montgomery, Lee Morgan oder Quincy Jones. Zahlreiche Pianisten haben eigene Versionen des Stückes vorgelegt, etwa Bud Powell, Oscar Peterson, Red Garland, Bill Evans, Kenny Barron, Keith Jarrett, Jessica Williams, Kenny Drew Jr., Chick Corea oder Eddie Higgins.
„Die außergewöhnliche Komposition inspirierte Stilisten aller Lager – vom Swing-Tenoristen Ben Webster über den Bebop-Klarinettisten Buddy DeFranco bis hin zum Trompeten-Lyriker Chet Baker.“ 1978 rekonstruierte Heiner Stadler das Stück als „Free-Jazz-Exkurs“ mit George Adams, George Lewis und Stanley Cowell. „Bennie Wallace blies 1981 eine eigenwillige Trioversion, die Monks dissonante Voicings mit Out-Tönen auf dem Tenorsax nachahmte.“ Ungewöhnlich ist auch die Interpretation als Salsa-Nummer durch Tito Puente oder durch Nguyên Lê als „Funk-Rock-Stück im 5/4-Takt.“
Ben Sidran schrieb 1986 einen Text zu der Komposition, bei dem er das Formprinzip der Komposition sprachlich wiederholte. Für die Töne f-b-c-cis-d stehen dabei die Worte „You better look out“. Carmen McRae spielte 1988 eine weitere Vokalversion des Songs unter dem Titel Get It Straight ein; die Worte stammen von Sally Swisher. Diesen Text interpretierte auch Karrin Allyson.